# Kaysone Phomvihane

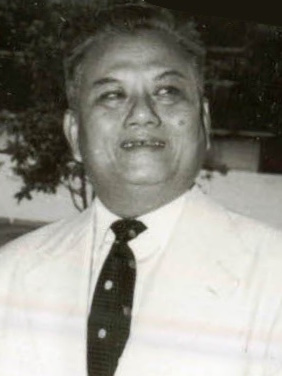
Kaysone Phomvihane in 1978

Kaysone Phomvihane (Savannakhet, 13 december 1920 - Vientiane, 21 november 1992) was een Laotiaans communistisch politicus.
Hij kwam uit een gemengd Vietnamees/Laotiaans gezin. Hij studeerde rechten in Hanoi en werd beïnvloed door het communisme van Hồ Chí Minh. Hij leerde vloeiend Vietnamees, Thais, Chan, Engels en Frans spreken. Tijdens de Tweede Wereldoorlog protesteerde hij tegen de Japanse agressor. In de jaren veertig meldde hij zich aan bij de Lao Issara ('Vrij Laos') beweging. Tijdens de Eerste Indochinese oorlog was hij vrachtwagenchauffeur voor de Vietminh, de Vietnamese communistische beweging. Later werd hij lid van de Indochinese Communistische Partij en organisator van de Laotiaanse afdeling. Samen met onder anderen prins Souphanouvong richtte hij in 1950 de Pathet Lao op, de communistische verzetsbeweging. De Pathet Lao veroverde spoedig grote delen van Noord-Laos. De burgerlijke vleugel van de Pathet Lao, de Laotiaanse Volkspartij, nam deel aan diverse coalitieregeringen met de neutralisten. Kaysone Phomvihane was de secretaris-generaal van de Laotiaanse Volkspartij. 
In 1974 trad de Laotiaanse Volkspartij toe tot de laatste coalitieregering. In mei 1975 pleegden de Pathet Lao een coup en trok de macht naar zich toe, hoewel de monarchie en de regering van prins Souvanna Phouma, gehandhaafd bleven. In december 1975 werd de monarchie echter afgeschaft en werd Kaysone minister-president (Voorzitter van de Ministerraad) en secretaris-generaal van de Laotiaanse Revolutionaire Volkspartij (LRVP), de opvolger van de Laotiaanse Volkspartij. In die functies was hij de machtigste man van Laos. De oud-koning Savang Vatthana, koningin Kamphoui en kroonprins Vong Savang werden vastgehouden in een kamp bij de Laotiaans-Vietnamese grens, omdat Kaysone en de communisten vreesden dat de koninklijke familie in handen zou vallen van anticommunistische en pro-monarchistische rebellen.
De eerste 10 jaar bleef het land geïsoleerd en had het slechts contacten met Vietnam en andere communistische landen. 
In 1989 bezocht hij Japan en Frankrijk en begon Kaysone een meer opener buitenlandse politiek voeren. In 1991 nam het land een nieuwe constitutie (grondwet) aan en werd Kaysone president van de republiek. Politieke en militaire gevangenen werden vrijgelaten. Kaysone volgde sindsdien ook actieve boeddhistische spirituele oefeningen.
Kaysone Phomvihane overleed in november 1992.